# Андраш Теречик
Андраш Теречик (угор. Törőcsik András, 1 травня 1955, Будапешт — 9 липня 2022, там само) — угорський футболіст, що грав на позиції нападника.

## Клубна кар'єра
У дванадцятирічному віці став гравцем юнацької команди «Вашуташ», в якій грав 7 років. Влітку 1974 року перейшов в столичний клуб «Уйпешт-Дожа». Завдяки хорошій техніці, вмінню забивати м'ячі і віддавати партнерам несподівані для суперника передачі, Теречик швидко став одним з нових лідерів команди. У складі «Уйпешта» Теречик тричі ставав чемпіоном Угорщини і володарем Кубку. Двічі, в 1977 та 1981 році Теречик входив до числа найкращих гравців Європи за результатами опитування журналу «France Football».
Теречик був улюбленцем уболівальників «Уйпешта», які підтримували його скандуванням кричалки «Танцюй, Тере!» (угор. Táncolj, Törő!).
У міжсезоння 1985 року Терёчік став гравцем французького клубу «Монпельє». Угорська футбольна федерація дозволяла футболістам укладати закордонні контракти тільки після досягнення тридцятирічного віку, тому Теречик зміг виїхати в іноземний клуб вже минувши пік своєї кар'єри. У Франції Андраш відіграв один сезон, взяв участь в 31-му офіційному матчі «Монпельє» і забив 4 м'ячі, з них у Дивізіоні 2: 26 матчів, 3 голи . Завершував кар'єру на батьківщині, в угорських клубах «Волан» і МТК.

## Кар'єра у збірній
У складі збірної Угорщини дебютував 13 жовтня 1976 року в товариському матчі зі збірною Австрії у Відні, в якій гості здобули перемогу з рахунком 4:2. Перший гол за збірну забив 9 лютого 1977 року у Лімі, в ворота збірної Перу, що не завадило перуанцям здобути перемогу з рахунком 3:2.
Першим офіційним матчем Теречик за збірну Угорщини стала стикова зустріч у Будапешті зі збірною Болівії в рамках відбіркового турніру чемпіонату світу 1978 29 жовтня 1977, на 18-ій хвилині Теречик зробив рахунок 2:0 на користь угорської команди, а остаточний результат зустрічі - 6:0 на користь господарів поля. У матчі-відповіді Теречик відкрив рахунок на 36-ій хвилині, і в підсумку угорці домоглися перемоги з рахунком 3:2 й вийшли до фінального турніру. 1977 рік взагалі став для Теречика дуже успішним на рівні збірної: він став одним з найкращих бомбардирів команди, забивши 7 м'ячів; стільки ж було на рахунку його партнера по атаці Тібора Нілаші. У фінальному турнірі чемпіонату світу Теречик взяв участь у двох зустрічах, в кінцівці матчу-відкриття проти збірної Аргентини суддя видалив Теречика і Нілаші з поля за грубість. У підсумку збірна Угорщини програла всі три матчі в групі і вибула з турніру.
У відбірковому турнірі чемпіонату Європи 1980 року Теречик зіграв усього два матчі, проте став одним з ключових гравців угорської команди в матчі зі збірною СРСР у Тбілісі 19 травня 1979 року, який закінчився з рахунком 2:2. Теречик перегравав гравців оборони радянської збірної і віддав гольову передачу на Ласло Пуштаї, коли останній забивав другий м'яч у ворота збірної Радянського Союзу. У відбірковому турнірі чемпіонату світу 1982 року Теречик зіграв у всіх восьми матчах команди і перед стартом фінальної частини чемпіонату розглядався як один з провідних гравців збірної Угорщини. Теречик взяв участь у двох матчах, не забивши жодного м'яча, а угорська команда знову не змогла подолати перший груповий етап, посівши третє місце в групі.
Андраш Теречик входив до числа основних футболістів збірної Угорщини і у відбірковому турнірі чемпіонату Європи 1984, виходив на поле в 5 матчах, забив один гол 3 грудня 1983 року в ворота збірної Греції. До того моменту обидві команди вже втратили шанси на продовження боротьби. М'яч у ворота греків став для Андраша Теречика останнім за збірну. Хоча він був викликаний у тренувальний табір збірної Угорщини для підготовки до чемпіонату світу 1986 року, проте отримав травму і в заявку збірної на чемпіонат не потрапив.
Усього за збірну Угорщини з 1976 по 1984 рік провів 45 матчів і забив 12 м'ячів.

## Досягнення
- Чемпіонат Угорщини
  -  Чемпіон (3): 1974/75, 1977/78, 1978/79

- Кубок Угорщини
  -  Володар (3): 1974/75, 1981/82, 1982/83